# Lullabies to Paralyze
Lullabies to Paralyze es el cuarto álbum de estudio de Queens of the Stone Age. Fue lanzado el 22 de marzo de 2005 por Interscope Records. 
El disco debutó en #5 en la Billboard 200 y vendió 97.000 copias en Estados Unidos durante su primera semana de lanzamiento, llegando finalmente más de 342.000 copias en marzo de 2007 según Nielsen Soundscan. El álbum ha sido certificado como oro en Reino Unido, donde ha vendido más de 100.000 unidades. También es el primer álbum de la banda que lanzó la banda después de que Nick Oliveri fue despedido. Josh Homme y Mark Lanegan (Mark Lanegan) son los únicos miembros que estuvieron en el álbum anterior, Songs for the Deaf y es el primer álbum con el baterista Joey Castillo y el guitarrista Troy Van Leeuwen.

## Historia
El título del álbum tiene la intención de conectar a Lullabies con su antecesor Songs for the Deaf, debido a tiene su origen en uno de los versos del estribillo de la última canción «Mosquito Song».
La salida del disco se vio demorada en 2004 debido a cambios que se produjeron en la formación de la banda, con el despido del bajista y compositor Nick Oliveri, que compartía la labor creativa en la banda junto a Homme. Oliveri fue reemplazado, conjuntamente, por Troy Van Leeuwen y Alain Johannes. Ambos se encargan tanto de la guitarra como del bajo. Johannes no era nuevo en la banda, ya que había sido un músico habitual en los créditos de QOTSA como teclista, entre otros instrumentos, pero nunca había tenido un papel tan relevante como guitarrista y bajista. En tanto la batería, que en el disco anterior había sido ocupada por Dave Grohl como invitado especial, ahora contó con Joey Castillo (ex-Danzig). 

## Recibimiento
La crítica tomó nota de la partida de Oliveri, como señala el analista de Rolling Stone, Barry Walters, «la partida de Grohl estaba predestinada, pero pocos podían predecir que Homme despediría al bajista Nick Oliveri, un tipo salvaje cuya conexión musical telepática con Homme definía la furia de la banda. Lullabies to Paralyze, el cuarto álbum de Queens, sufre el alejamiento de Oliveri y la ausencia de Grohl. El baterista Joey Castillo carece de la potencia de Grohl, y los bajistas sustitutos no pueden reemplazar la destreza melódica de Oliveri ni su habilidad para rondar los rígidos riffs de Homme.»
Sin embargo, pese a las dos pérdidas, la crítica y los fanes recibieron muy bien el álbum, aunque generalmente, prensa y críticos no cayeron tan rendidos como con Songs for the Deaf o Rated R. Aun así, Lullabies to Paralyze logra el 5º puesto en el Billboard 200 de 2005, vende 97.000 copias en su primera semana en Estados Unidos y recibe el disco de oro en el Reino Unido. Fueron extraídos tres singles del CD: "Little Sister", "In My Head" y "Burn the Witch". "Everybody Knows That You’re Insane" es una despedida a Oliveri, aunque Homme le quite importancia al asunto: «Sí, es el disco más personal que he grabado, pero no trata sobre la separación, ni tampoco pretendo enmendar nada con él. En realidad, este disco ha sido como caminar sobre una cuerda tensa entre mostrar la realidad y no ser demasiado obvio. Es mejor hacer una pregunta que contestarla, por eso la música debe dar pie a interpretaciones y no ofrecer todas las respuestas»
Como en anteriores ediciones, el repertorio de estrellas invitadas a la grabación del álbum es muy generoso. Destacan Mark Lanegan, que vuelve a la banda para interpretar y componer algunos temas, Billy Gibbons de ZZ Top, Shirley Manson de Garbage, la esposa de Homme Brody Dalle de The Distillers o Josh Freese de The Vandals.

## Listado de canciones
1. "This Lullaby" (Homme, Van Leeuwen, Castillo, Lanegan) – 1:22
2. "Medication" (Homme, Van Leeuwen, Castillo, Lanegan) – 1:54 (en el videojuego SSX On Tour)
3. "Everybody Knows That You Are Insane" – 4:14
4. "Tangled Up in Plaid" (Homme, Van Leeuwen, Castillo, Lanegan) – 4:13
5. "Burn the Witch" – 3:35
6. "In My Head"(Homme, Van Leeuwen, Freese, Castillo, Johannes) – 4:01(En el videojuego Need for speed underground 2)
7. "Little Sister" – 2:54 (en el videojuego Project Gotham Rancing)
8. "I Never Came" – 4:48
9. "Someone's in the Wolf" – 7:15
10. "The Blood Is Love" – 6:37
11. "Skin on Skin" – 3:42
12. "Broken Box" – 3:02
13. "You've Got a Killer Scene There, Man..." – 4:56
14. "Long Slow Goodbye" (Homme, Van Leeuwen, Castillo, Lanegan) – 6:50

## Créditos

### Banda
- Josh Homme – vocalista, guitarra, bajo, piano, batería.
- Troy Van Leeuwen – guitarra, bajo, lap steel, piano, teclados.
- Joey Castillo – batería, piano.
- Alain Johannes – bajo, guitarra, coros.

### Apariciones especiales
- Mark Lanegan - coros en "This Lullaby", "Burn the Witch" y "You Got a Killer Scene There Man...". También coescribe "Medication", "Tangled Up in Plaid", y "Long Slow Goodbye".
- Chris Goss de Masters of Reality - coros en "You Got a Killer Scene There Man..."
- Billy Gibbons de ZZ Top - coros y guitarra en "Burn the Witch".
- Dave Catching - guitarra de introducción en The Blood Is Love.
- Jesse Hughes de Eagles of Death Metal - flauta en "Someone's in the Wolf".
- Shirley Manson de Garbage - coros en "You've Got a Killer Scene There, Man..."
- Brody Dalle de The Distillers - coros en "You've Got a Killer Scene There Man..."
- Josh Freese de A Perfect Circle y The Vandals - coescribe "In My Head".